# Grant-Leon Ranos
Grant-Leon Ranos (armenisch Հրանտ-Լեոն Ռանոս ‚Hrant-Leon Ranos‘; * 20. Juli 2003 in Gehrden, Niedersachsen) ist ein armenisch-deutscher Fußballspieler. Der Stürmer steht bei Borussia Mönchengladbach unter Vertrag und ist armenischer Nationalspieler.

## Karriere

### Vereine

#### Beginn
Der im niedersächsischen Gehrden geborene Ranos begann im nahegelegenen Bennigsen beim FC Bennigsen mit dem Fußballspielen, ehe er zur Saison 2012/13 in das Nachwuchsleistungszentrum (NLZ) von Hannover 96 wechselte. Dort spielte er zuletzt als junger Jahrgang bei den C1-Junioren (U15) in der C-Junioren-Regionalliga Nord. Zur Saison 2017/18 wechselte Ranos in das NLZ von Borussia Dortmund und gehörte dort der U15 an.

#### FC Bayern München
Nach einem Jahr in Dortmund wechselte Ranos zur Saison 2018/19 in das NLZ des FC Bayern München. Dort spielte der Stürmer in seinem ersten Jahr mit den B2-Junioren (U16) in der zweitklassigen B-Junioren-Bayernliga. Zur Saison 2019/20 rückte er zu den B1-Junioren (U17) auf und kam unter Miroslav Klose in der B-Junioren-Bundesliga Süd/Südwest 15 von 21 Spielen (7-mal in der Startelf, 2 Tore) zum Einsatz, ehe die Spielzeit im März 2020 aufgrund der COVID-19-Pandemie abgebrochen wurde. Ohne weitere Spielpraxis wurde Ranos zur Saison 2020/21 Teil der A-Junioren (U19). Diese Spielzeit wurde im Juniorenbereich aufgrund der Corona-Pandemie bereits ab November 2020 nicht mehr fortgeführt. Er kam unter Martín Demichelis in der A-Junioren-Bundesliga Süd/Südwest in 3 von 4 Spielen zum Ligaspielen und erzielte 2 Tore. Dazu kam ein Einsatz (ein Tor) im DFB-Pokal der Junioren. Ende April 2021 verlängerte er seinen Vertrag bis zum 30. Juni 2023. Die Saison 2021/22 war seine letzte Spielzeit bei den Junioren. In der Bundesliga Süd/Südwest, die nur in einer einfachen Runde ausgetragen wurde, wurde er vom neuen Cheftrainer Danny Galm in 17 von 20 Spielen eingesetzt. Dabei kam Ranos als Stammspieler auf 15 Startelfnominierungen und erzielte 11 Tore. Zudem kam er 4-mal in der UEFA Youth League zum Einsatz und 2-mal im DFB-Pokal der Junioren (ein Tor) zum Einsatz. Parallel wurde er über die ganze Saison von Demichelis in der zweiten Mannschaft eingesetzt, für die er 9 Spiele (3 Tore) in der viertklassigen Regionalliga Bayern absolvierte.
Zur Saison 2022/23 schaffte Ranos nicht den Sprung in die Profimannschaft, sondern wurde fest in den Kader der zweiten Mannschaft integriert. Dennoch durfte er unter Julian Nagelsmann teilweise mit den Profis trainieren. In der Regionalliga Bayern erzielte Ranos in 36 Spielen 20 Tore und war damit der beste Torschütze seiner Mannschaft. Nach der Spielzeit verließ Ranos den FC Bayern mit dem Ende seines Vertrags. Bereits im Winter hatte er entschieden, diesen nicht zu verlängern, da er für sich nicht die beste Perspektive gesehen habe, sich weiterzuentwickeln.

#### Borussia Mönchengladbach
Zur Saison 2023/24 wechselte der 19-Jährige ablösefrei in die Bundesliga zu Borussia Mönchengladbach. Dort unterschrieb er seinen ersten Profivertrag mit einer Laufzeit bis zum 30. Juni 2027. In seiner ersten Saison kam er unter Gerardo Seoane in 9 Bundesligaspielen zum Einsatz, wobei er stets eingewechselt wurde und kein Tor erzielte. In der Saison 2024/25 folgten 2 Einwechselungen während der ersten 18 Spieltage. Um Spielpraxis zu sammeln, wurde Ranos parallel auch in der zweiten Mannschaft eingesetzt, für die er 12-mal in der Regionalliga West spielte und 6 Tore erzielte.

#### 1. FC Kaiserslautern
Um Spielpraxis auf höherem Niveau zu sammeln, wechselte Ranos Ende Januar 2025 bis zum Saisonende auf Leihbasis in die 2. Bundesliga zum 1. FC Kaiserslautern.

### Nationalmannschaft
Der Vater von Ranos stammt aus Armenien. Am 28. März 2023 debütierte er im Alter von 19 Jahren in der A-Nationalmannschaft, als er bei einem 2:2-Unentschieden im Testspiel gegen Zypern der Startelf angehörte und beide Tore erzielte.
Ranos’ erstes Pflichtspiel für die armenische Nationalmannschaft war ein Qualifikationsspiel zur UEFA Euro 2024 gegen Wales am 16. Juni 2023. Ranos erzielte zwei Tore und verhalf Armenien zu einem 4:2-Sieg.

## Sonstiges
Ranos wurde während seiner Jugendzeit unter seinem anderen Nachnamen Mamedov bzw. der weiblichen Variante Mamedova (Name seiner Mutter) geführt. Nach seinem Mittleren Schulabschluss begann Ranos eine Berufsausbildung am Internationalen Fußball Institut in Ismaning.